# Ферроцерий

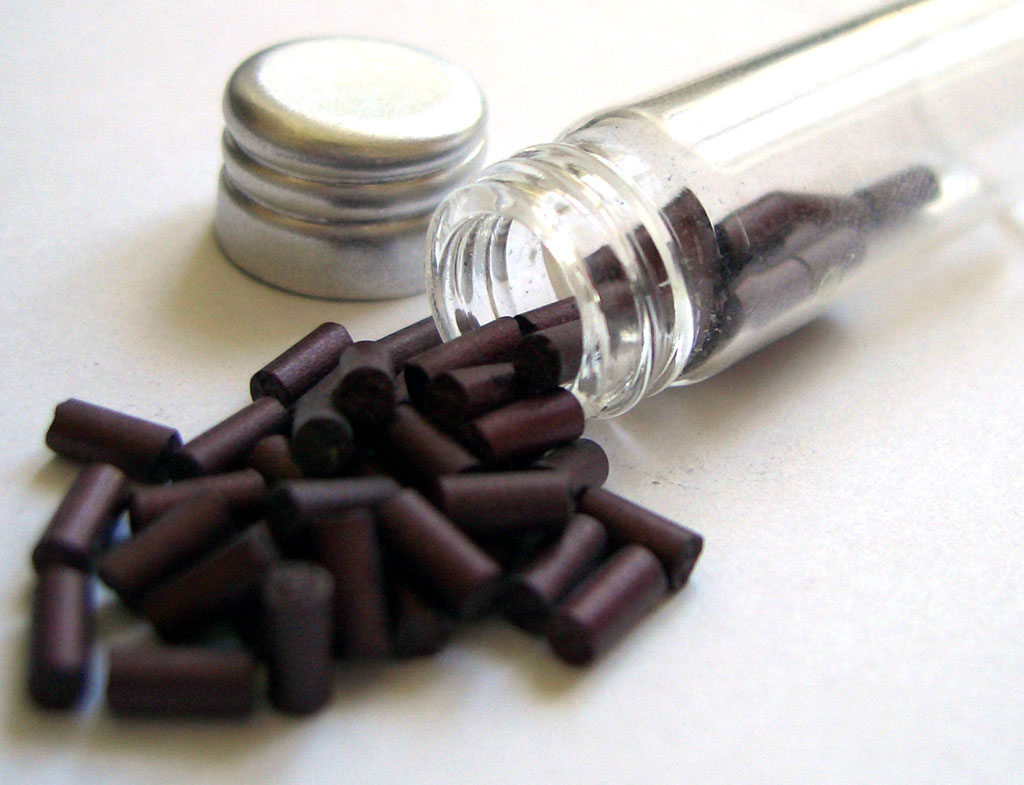
Кресальные камни из ферроцерия для зажигалок

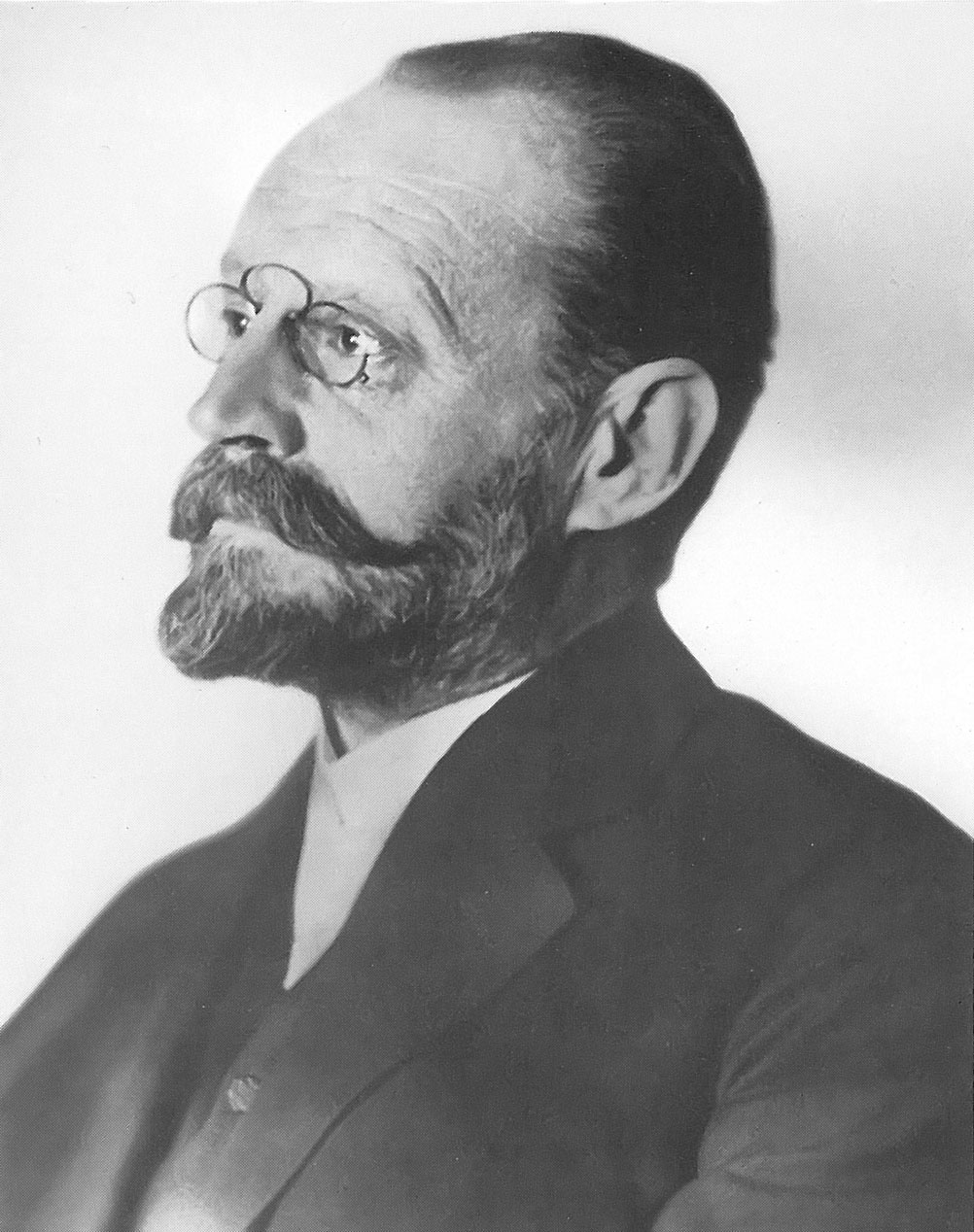
Создатель ферроцерия Карл Ауэр фон Вельсбах

Ферроцерий — ферросплав, содержащий 40—45 % церия, 18—25 % лантана, 10—12 % неодима, 5—7 % празеодима, и не более 15 % железа. Ферроцерий — пирофорный сплав (то есть, дающий искру при трении). Ферроцерий относится к мишметаллам.
Сплав известен также под названием «металл Ауэра» по имени известного австрийского химика Карла Ауэра фон Вельсбаха, который впервые изготовил и запатентовал его в 1903 году.

## Применение

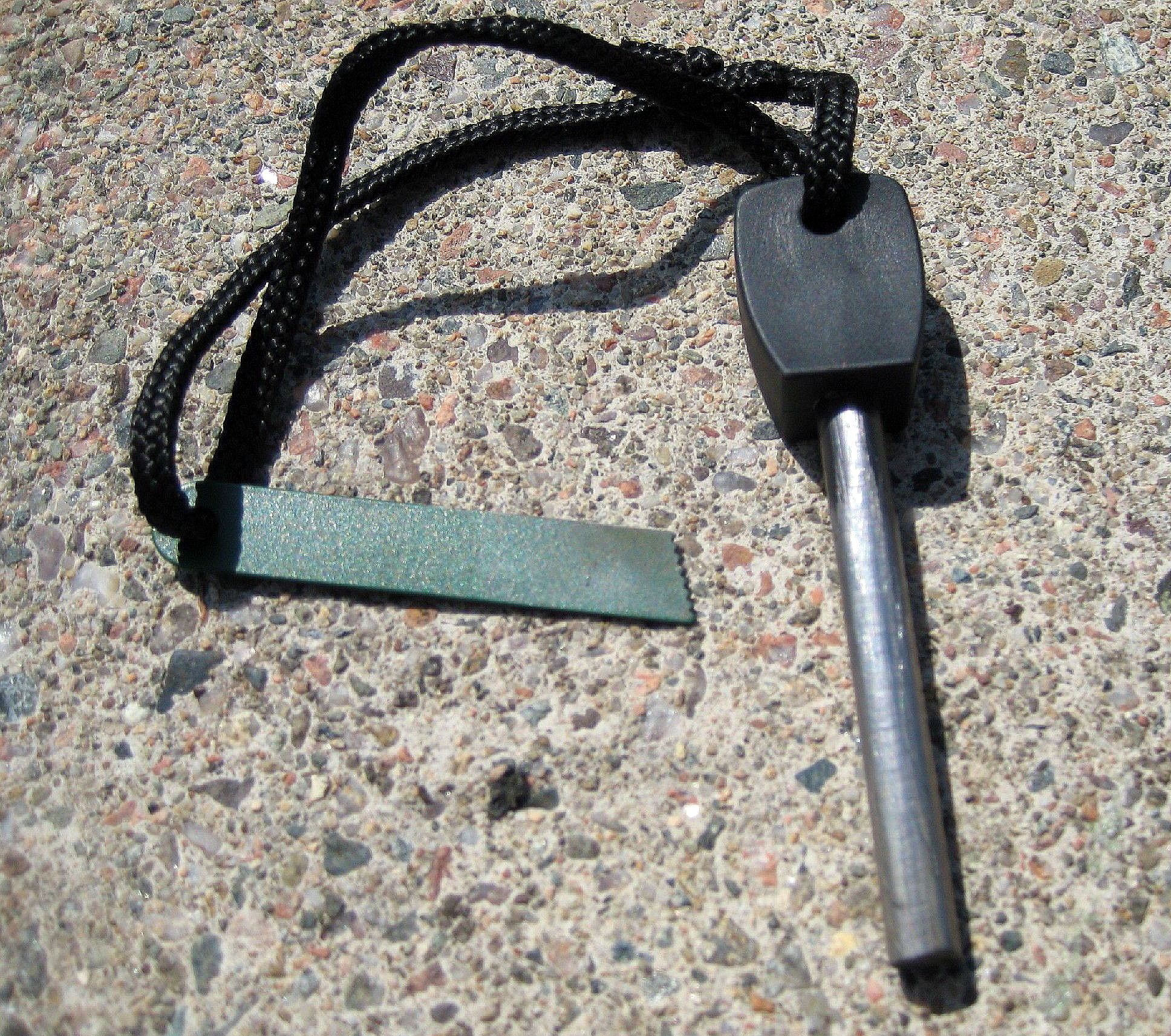
Современное туристическое огниво из ферроцерия

Ферроцерий применяется в металлургии для модифицирования металлов. На тонну чугуна вводят 4 кг (0,4 %) сплава ферроцерия с магнием, и прочность чугуна увеличивается вдвое. Такой чугун во многих случаях (в частности, при изготовлении коленчатых валов) можно использовать вместо стали. Высокопрочный чугун на 20-25 % дешевле стальных отливок и в 3-4 раза дешевле стальных поковок. Устойчивость к истиранию у чугунных шеек валов оказалась в 2-3 раза выше, чем у стальных. Коленчатые валы из высокопрочного чугуна работают в тепловозах, тракторах и других тяжёлых машинах.
При выплавке стали добавка ферроцерия работает как сильный раскислитель, эффективный дегазатор и десульфатор. Сплав применяется для изготовления кресальных камней зажигалок.